# NGC 6576
NGC 6576 est une galaxie lenticulaire située dans la constellation d'Hercule. Sa vitesse par rapport au fond diffus cosmologique est de 4 970 ± 39 km/s, ce qui correspond à une distance de Hubble de 73,3 ± 5,2 Mpc (∼239 millions d'al). NGC 6576 a été découverte par l'astronome allemand Albert Marth en 1864.